# سبيدارة دارمة
سبيدارة دارمة هي قرية في مقاطعة سردشت، إيران. يقدر عدد سكانها بـ 137 نسمة بحسب إحصاء 2016.